# Acta Pharmaceutica
Acta Pharmaceutica, abgekürzt Acta Pharm., ist eine wissenschaftliche Fachzeitschrift, die vom De Gruyter-Verlag im Auftrag der Kroatischen Pharmazeutischen Gesellschaft veröffentlicht wird. Die Zeitschrift wurde 1951 unter dem Namen Acta Pharmaceutica Jugoslavica gegründet. Im Jahr 1992 wurde der Name in Acta Pharmaceutica geändert, sie erscheint mit vier Ausgaben im Jahr. Es werden Arbeiten aus der Pharmazie und angrenzender Themenbereiche veröffentlicht.
Der Impact Factor lag im Jahr 2014 bei 0,912. Nach der Statistik des ISI Web of Knowledge wird das Journal mit diesem Impact Factor in der Kategorie Pharmakologie und Pharmazie an 220. Stelle von 254 Zeitschriften geführt.